# サンソム
サンソム （แสงโสม）は、サトウキビから蒸留されたタイ王国のラム酒である。1977年11月に発売されて以来、タイのスピリッツ酒市場で支配的なブランドとなった。現在、タイでは毎年7000万リットル以上のサンソムが販売されており、スピリッツ酒市場において7割を超える市場シェアを達成している。
「サンソムスペシャルラム」は、糖蜜から蒸留された酒である。瓶詰めする前に焦げたオーク樽で5年間熟成することによって醸造され 、アルコール含有量は40体積パーセントである。
サンソムは、1982年と1983年にスペイン・マドリードで開催された酒類大会で金賞を獲得し、2006年にバルセロナで行われた大会で再び金賞を受賞した。これらの大会での金メダルは製品のパッケージに目立つように印字されており、タイでは「SangSom Rianthong」（ SangSom金メダルの円形浮き彫り ）と称されるに至った 。
飲み物はタイ国外では事実上無名である。製造業者であるサンソム社は約20か国にサンソムを輸出しているものの、輸出売上高は総売上高の僅か1%を占めるに過ぎない。 サンソム社は国際飲料ホールディングス株式会社のグループ企業たるタイビバレッジの構成会社である。